# Niels William
Niels William, pseudoniem voor William Hendrikus Vaesen (Herent (Neerpelt), 20 november 1974), is een voormalig Vlaams zanger en radiopresentator, muziekproducent en boekenuitgever. Sinds 2016 baat hij samen met zijn echtgenote Ellen Christiaen een aantal kunstgalerijen uit en in mei 2020 wordt hij samen met Ilse Nackaerts de drijvende kracht achter het productiehuis ‘Heartmade Media’. Hij raakte vooral bekend als oprichter en eerste manager van de meidengroep K3.

## Biografie
William was al op jonge leeftijd actief in de muziek als imitator op talentenjachten. Op zijn elfde zong hij een liedje in voor de BRT-serie Mik, Mak en Mon. Daarna studeerde hij achtereenvolgens aan de muziekhumaniora van Kindsheid Jesu in Hasselt en later aan de showbizzschool in Oostende.
Hij brak in 1991 door met het duet Dat goed gevoel dat hij met Frank Dingenen zong.
Hij bracht tot aan 1999 drie albums en verscheidene singles uit. Hij won tweemaal een zomerhittrofee van Radio 2; de eerste keer als beste debutant voor zijn single Blijf bij mij en in 1995 de prijs van Beste Nederlandstalige Productie voor zijn single Zie ze doen.

## Succes

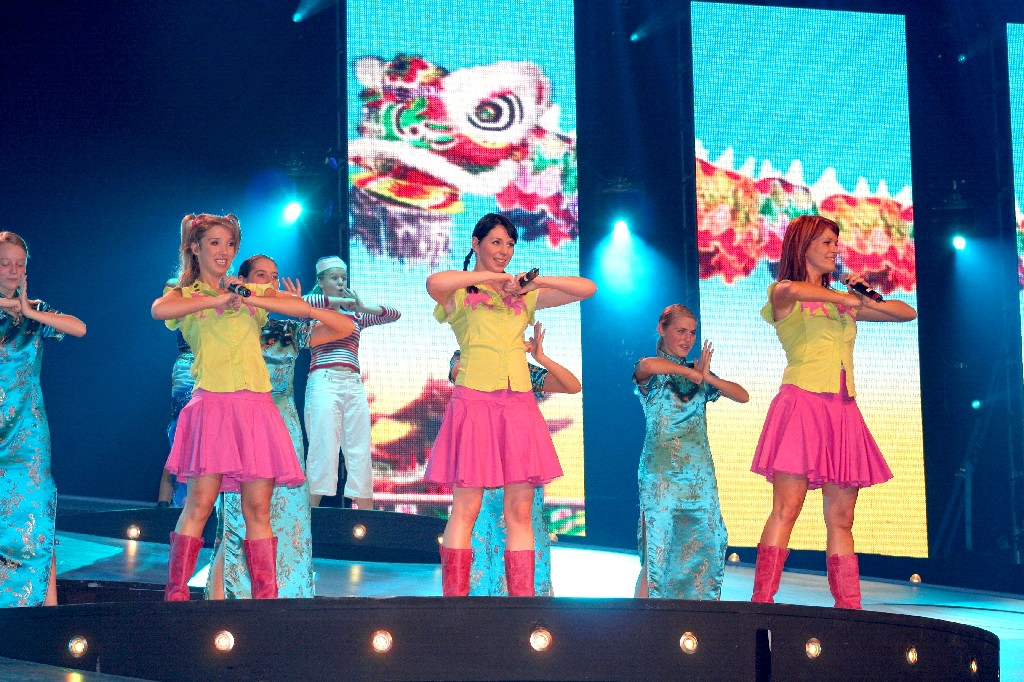
K3 in Ahoy Rotterdam, 2005

Hij was gedurende bijna 10 jaar werkzaam als presentator bij Radio Donna en Radio 2, waar hij twee jaar lang het programma Golfbreker en De Zondagsclub presenteerde.
In 1998 richtte hij de meidengroep K3 op. Toen deze groep een succes bleek, verkocht hij zijn bedrijf eind 2002 aan Studio 100. Het K3 album Verliefd is het laatste album waaraan William een bijdrage had als uitvoerend producent.
William ging naar Zuid-Afrika en richtte daar de groep X4 op, een Zuid-Afrikaanse variant op K3. De groep haalde met haar eerste album goud en verkocht meer dan 20.000 exemplaren maar werd niet veel later door strubbelingen binnen de groep opgedoekt.
Terug in België in 2005 hield hij zich als manager en producent onder andere bezig met Marjolein Lecluyze, Els de Schepper, Milk Inc., de Ketnetband, Eurosong for Kids, Wim Soutaer en andere artiesten. In 2007 verkocht hij zijn boekingskantoor aan de groep rond "De Zuiderkroon" in Antwerpen.
In 2008 richtte hij de boekenuitgeverij KWAGGA op en bracht o.a. een boek uit met Jo De Poorter (Succes in 100 dagen) en met Kathleen Aerts (Mijn Leven Als K1).
In 2009 verliet Kathleen Aerts de groep K3 en liet haar belangen opnieuw behartigen door William. Die samenwerking resulteerde in een eerste single ten bate van Unicef, "Zumba Yade", die zowel in België als in Nederland op nummer 1 kwam.
In 2010 maakte William in Zuid-Afrika een muzikale realitysoap over de zingende familie Davids. De Afrikaanstalige commerciële zender KYKNET kocht de reeks van 26 afleveringen aan.
Op 1 januari 2011 trad William in Kaapstad in het huwelijk met Ellen Christiaen uit Gent. In september van datzelfde jaar verhuisde het koppel naar Zuid-Afrika om daar de tv-reeks House of Davids en het management van de familie verder op te volgen.
William heeft drie zonen.
In 2016 opent William samen met zijn vrouw Ellen een kunstgalerij (The Boutique Gallery) in Franschhoek, een dorpje in de wijnlanden nabij Kaapstad in Zuid-Afrika. 
In juni 2018 verhuist het gezin terug naar België en openen ze in Sint-Martens-Latem een tweede kunstgalerij. Het koppel vertegenwoordigt daarin kunstenaars uit de hele wereld waaronder Samuel Allerton, Isabelle Scheltjens, Olivier Pauwels, Ann Deman, Veerle De Vos en anderen. 
In mei 2020 richtte William samen met Ilse Nackaerts het productiehuis Heartmade Media op en maakten ze het programma Latem Leven voor VTM, dat in november 2020 op het scherm kwam. Heartmade Media maakte daarna verschillende nieuwe programma’s voor diverse zenders, waaronder Villa Zuid-Afrika en Regi Academy, Milo en Het Detentiehuis voor VTM en Shalom Allemaal! en Wij zijn van Nienof! voor Play4.
Sinds 2020 verzorgt Vaesen ook het management van Camille Dhont en sinds 2023 van Karen Damen. Hij blijft daarnaast agent van een aantal kunstenaars waaronder Samuel Allerton, Olivier Pauwels en Isabelle Scheltjens. 

### Albums
- Op zoek (1992)
- Bij nader inzien (1994)
- Postbus 46 (1996)

### Singles
- Als ik jou zie (1986)
- Dat goed gevoel (Duet met Frank Dingenen; 1991)
- Blijf bij me (1992)
- Drie minuten (1992)
- Geen sterren zonder maan (1992)
- Un, deux, trois!
- Breek los!!! (1994)
- Koninklijke suite (1994)
- De reis (1994)
- Ik red me wel (1994)
- Neem m'n liefje (1995)
- Eén laatste nacht (1995)
- Zie ze doen (1995)
- Haal me uit die droom (1996)
- Ik neem je mee (1996)
- Zonder jou (1996)
- Golfbreker... 't Is Feest (1999)